# Notoraja azurea
Notoraja azurea är en rockeart som beskrevs av McEachran och Last 2008. Notoraja azurea ingår i släktet Notoraja och familjen egentliga rockor. IUCN kategoriserar arten globalt som livskraftig. Inga underarter finns listade i Catalogue of Life.